# ويلسون كلايد
ويلسون كلايد (بالإنجليزية: Wilson Clyde)‏ هو فلاح وسياسي بريطاني، ولد في 8 أبريل 1934. حزبياً، نشط في الحزب الديمقراطي الاتحادي. في انتخابات الجمعية التشريعية لأيرلندا الشمالية، 1998 ‏، انتخب عضو الجمعية التشريعية الأولى لأيرلندا الشمالية عن دائرة South Antrim (Assembly constituency) ‏ وقد انضم خلال فترته النيابية ‏ (25 يونيو 1998 – 28 أبريل 2003)  للكتلة البرلمانية الحزب الديمقراطي الاتحادي وفي انتخابات الجمعية التشريعية لأيرلندا الشمالية، 2003 ‏، انتخب عضو الجمعية التشريعية الثانية لأيرلندا الشمالية عن دائرة South Antrim (Assembly constituency) ‏ وقد انضم خلال فترته النيابية ‏ (26 نوفمبر 2003 – 30 يناير 2007)  للكتلة البرلمانية الحزب الديمقراطي الاتحادي.